# برانكو فويوفيتش
برانكو فويوفيتش مواليد 24 نوفمبر 1980 في نيكشيتش، الجبل الأسود، هو لاعب كرة يد مونتينيغري يلعب كظهير أيمن. يلعب حاليا مع فيف تارغي كيلسي ويحمل الرقم 2. مثل كل من منتخب الجبل الأسود لكرة اليد ومنتخب بولندا لكرة اليد.

## روابط خارجية
- برانكو فويوفيتش على موقع الاتحاد الدولي لكرة اليد (الإنجليزية)
- برانكو فويوفيتش على موقع الاتحاد الأوروبي لكرة اليد (الإنجليزية)